# Connolly Column
Die Connolly Column (Connolly Kolonne) (irisch Colún Uí Chonghaile) war eine Gruppe irischer Freiwilliger, die als Teil der Internationalen Brigaden auf republikanischer Seite am Spanischen Bürgerkrieg teilnahmen. Die Einheit wurde nach dem Gewerkschafter James Connolly benannt.

## Geschichte
Zu Beginn des Spanischen Bürgerkrieges befand sich anlässlich der Eröffnung der Volksolympiade der irische Sozialist Peadar O’Donnell in Barcelona. Er schloss sich einer Miliz an der Aragon-Front an und mobilisierte nach seiner Rückkehr nach Irland irische Freiwillige zur Unterstützung der republikanischen Volksfront. Bill Gannon, ein ehemaliges Mitglied der IRA, übernahm hierbei eine wichtige Rolle bei der Anwerbung von irischen Freiwilligen. Die Anwerbung von Freiwilligen war auch eine Reaktion auf die Gründung der faschistischen Irischen Brigade unter der Führerschaft von Eoin O’Duffy.
Im Dezember 1936 führte der ehemalige IRA-Offizier Frank Ryan im  Verborgenen eine Gruppe irischer Freiwillige aus dem Irischen Freistaat und Nordirland nach Spanien. Nach einer Reise über die südfranzösische Stadt Perpignan durchliefen die irischen Freiwilligen eine Grundausbildung unter dem Kommando von André Marty in Albacete, der Sammelstelle für alle internationalen Brigadisten. Die Mehrheit der 80 irischen Freiwilligen waren Mitglieder der Kommunistischen Partei Irlands und des links-republikanischen Republican Congress. Die irischen Freiwilligen gaben sich den Namen Connolly Column. Der Namensgeber war der irische Gewerkschafter James Connolly, der im Jahre 1916 für seine Rolle beim Osteraufstand hingerichtet worden war.

### Andújarfront
Zum Ende des Jahres 1936 waren die britischen Freiwilligen zahlreich genug, um eine Kompanie zu formieren. Sie zählte 145 Mann und wurde dem französischen La-Marseillaise-Bataillon der neuen XIV. Internationalen Brigade zugeteilt, die von dem polnischen General Walter (Karol Świerczewski) geführt wurde. Kommandant der britischen Kompanie war George Nathan. Die Iren der Connolly Column wurden in diese Kompanie eingruppiert. Die Kompanie fuhr am 24. Dezember 1936 mit der Bahn an die Andújarfront bei Córdoba und kämpfte mit der XIV. Internationalen Brigade vergeblich um das Dorf Lopera. Nach dem Scheitern des Angriffes erschien André Marty im Hauptquartier und ließ den Kommandanten des La-Marseillaise-Bataillon, Major Gaston Delasalle, vor ein Kriegsgericht stellen. Er wurde wegen Spionage verurteilt und erschossen. Aufgrund von anti-britischen Einstellungen schlossen sich einige der Brigadisten im Januar 1937 nicht dem neu formierten britischen Saklatvala-Bataillon, sondern dem amerikanischen Lincoln-Bataillon an.

### Schlacht am Jarama
Bei der Schlacht am Jarama im Februar 1937 erlitt die „Connolly Column“ schwere Verluste. In dieser Schlacht wurden unter anderem die Brigadisten Charlie Donnelly, Eamon McGrotty, Bill Henry, Liam Tumilson und Bill Beattie getötet. Frank Ryan, der bei dieser Schlacht schwer verwundet wurde, kehrte zur Erholung nach Irland zurück. Bei seiner Rückkehr nach Spanien wurde er Adjutant des republikanischen Generals José Miaja. Er geriet während der Aragonoffensive am 1. April 1938 in Gefangenschaft und wurde vom Konzentrationslager San Pedro de Cardeña in das Konzentrationslager Miranda de Ebro überstellt, wo er zum Tode verurteilt wurde. Allerdings erlaubte das Eingreifen des Präsidenten von Irland, Éamon de Valera, dass das Todesurteil zu 30 Jahren Haft umgewandelt wurde. Er wurde der Gestapo übergeben und lebte bis zu seinem Tod  im Juni 1944 als offizieller Verbindungsmann  der IRA zum Auswärtigen Amt und zur Abwehr in Berlin.

### Ebroschlacht
Irische Freiwillige nahmen im Juli 1938 auch an der letzten republikanischen Offensive des Krieges, der Ebroschlacht, teil. Die Überlebenden irischen Freiwilligen verließen nach und nach ab September 1938 Spanien. Nach den Memoiren des irischen Brigadisten O’Riordan betrug die Zahl der irischen Freiwilligen 145 und die Anzahl der irischen Gefallenen 61.

## In der Kunst
Christy Moore erzählt in seinem Song Viva la Quinta Brigada die Geschichte der Connolly Column nach.